# (100412) 1996 AT11
(100412) 1996 AT11 es un asteroide perteneciente al cinturón de asteroides, descubierto el 14 de enero de 1996 por el equipo del Spacewatch desde el Observatorio Nacional de Kitt Peak, Arizona, Estados Unidos.

## Designación y nombre
Designado provisionalmente como 1996 AT11.

## Características orbitales
1996 AT11 está situado a una distancia media del Sol de 2,346 ua, pudiendo alejarse hasta 2,670 ua y acercarse hasta 2,021 ua. Su excentricidad es 0,138 y la inclinación orbital 5,876 grados. Emplea 1312 días en completar una órbita alrededor del Sol.

## Características físicas
La magnitud absoluta de 1996 AT11 es 16,4.